# 蘿瑞納·歐秋雅
蘿瑞納·歐秋雅·雷耶斯（西班牙語：Lorena Ochoa Reyes，1981年11月15日—），墨西哥女子高爾夫球運動員，她曾登上世界排名第一長達158週，是目前紀錄最長的女子選手；2003年至2010年間於美國女子職業高爾夫球巡迴賽（LPGA）活躍，於2010年退休。